# Зелена жуна
Зелена жуна (лат. Picus viridis) је врста из породице детлића (Picidae). Насељава Европу и западне делове Азије. Зеленкасте је боје, са црвеним теменом. Често се виђа на тлу, где се храни мравима. За њу је карактеристично веома продорно оглашавање. У Србији је строго заштићена врста. Заштићена је Правилником о проглашену и заштити строго заштићених и заштићених дивљих врста биљака, животиња и гљива. Налази се и на Црвеној листи угрожених врста по IUCN-у.

## Опис
Зелена жуна је дугачка 30—36 цм, са распоном крила 45—51 цм. Код оба пола је горњи део тела зелен, а доњи жућкасто-зелен, са жутом тртицом. Теме и позадина врата су им црвене боје. Предњи део главе им је црн, са црном пругом, налик брковима. Код мужјака је центар те пруге црвен. Младунци су по читавом телу тачкасти и пругасти. Кљун им је слабији од осталих врста детлића, па могу да буше само мекша стабла. Гнезди се у великим дупљама дрвећа. За прављење дупљи користи храст, букву, врбу или воћке. На северу Европе користи тополу.

## Распрострањење
Живи претежно у Европи (око 75% популације), док је мањим делом заступљена и у западној Азији. Одсутна је из Ирске, Исланда и северних делова Скандинавије. Насељава отворене просторе, на ивицама шума, а где је присутно старо дрвеће. Често се виђа по пашњацима, ливадама и ораницама.

## Исхрана
Претежно живи на земљи где и тражи храну. Храни се претежно мравима из рода Lasius и Formica, због којих већи део времена проводи на тлу, мада такође налази инсекте и на дрвећу. Кљун им је слабији од осталих врста детлића, па могу да буше само мекше дрво. Када провале у мравља гнезда, користе дугачак и лепљив језик за скупљање ларви и одраслих мрава.

## Размножавање
Гнезди се у великим дупљама у дрвећу, које мужјак буши у здравом или трулом дрвету 15 до 30 дана. За то користи храст, букву, врбу или воћке, а на северу Европе тополу. Женка снесе 4—6 белих јаја, на којима леже оба родитеља у сменама. Млади се излегу након 19—20 дана.